# Наёмные клинки
«Наемные клинки» (варианты перевода: Наемные мечи, Продажные клинки, Наемники, англ. 'The Sellswords') — книжная трилогия Роберта Сальваторе, действие которой происходит в вымышленной вселенной Forgotten Realms. Цикл состоит из трех основных романов: «Служитель кристалла», «Заклятие Короля-Колдуна», «Дорога патриарха» и дополняется тремя рассказами: «Третий уровень», «Этот странный осколок», «Wickless In the Nether».
Трилогия является сюжетным ответвлением от цикла о Дриззте До’Урдене и повествует о приключениях хитрого наемника Джарлакса и хладнокровного убийцы Артемиса Энтрери после событий, описанных в книге «Незримый клинок». Книга «Служитель кристалла» первоначально планировалась автором в составе цикла «Тропы тьмы», но в 2005 году Роберт Сальваторе решил дописать ещё два романа, и книга «Служитель кристалла» стала первой в новой трилогии, выпав из общего цикла о Дриззте.
Так же как и все остальные книги цикла, романы трилогии «Наемные клинки» содержат в начале каждой части предисловие в виде размышлений Дриззта, хотя сам следопыт в качестве действующего лица не фигурирует.

## Служитель кристалла (Servant of the Shard, 2000)
Действие романа происходит в 1366 году по Летоисчислению Долины. Наемный убийца Артемис Энтрери обосновался в Калимпорте и сотрудничает с темным эльфом Джарлаксом и его бандой Бреган Д'Эрт. Дроу постепенно расширяют своё влияние на весь подпольный мир Калимпорта, уничтожая или захватывая целые воровские гильдии, одновременно вербуя осведомителей в Лускане.
Артемис чувствует угрозу со стороны двух ближайших подчиненных Джарлакса — псионика Киммуриэля Облодры и жреца Рай’ги Бондалека. Чтобы обезопасить себя от двух магов, убийца решает раздобыть меч, известный как Коготь Шарона. Этот могущественный артефакт был создан специально для сражений с магами и волшебниками. Артемис узнает, что меч находится у Корина Сулеза — престарелого искателя приключений, который уже много лет не выходит из своей хорошо охраняемой башни в пустыне, опасаясь потерять свой драгоценный меч. Единственным, кого убийца посвящает в свои планы, является женщина-халфлинг по имени Двайвел, к которой Артемис испытывает теплые чувства.
Магический осколок Креншинибон воздействует на разум Джарлакса, внушая ему страсть завоевывать и подчинять. Ранее скрытный и осторожный наемник начинает изменять политику Бреган Д'Эрт, что вызывает неодобрение его приближенных. Воспользовавшись страстью Креншинибона к демонстрации своей силы, Энтрери посоветовал Джарлаксу напасть на Корина Сулеза и захватить его башню, рассчитывая с помощью дроу заполучить Коготь Шарона. Несмотря на протесты Киммуриэля и Рай’ги, Джарлакс соглашается и отдает приказ Бреган Д’Эрт атаковать башню. Дроу быстро расправляются с защитниками башни, а иллитид Яраскрик, союзник Корина Сулеза, предает его и переходит на сторону Бреган Д’Эрт. Артемис побеждает в бою Корина и присваивает себе его магический меч и защитную перчатку, блокирующую любую магию.
Киммуриэль и Рай’ги, узнав от иллитида Яраскрика, что на самом деле представляет из себя Креншинибон, решают избавиться от Джарлакса и Энтрери, захватить кристалл и вернуться обратно в Мензоберранзан к привычной жизни. Узнав о готовящимся перевороте, Артемис решает помочь главарю Бреган Д’эрт и спасти его не только от заговора, но и от пагубного влияния кристалла. Убийца успевает предупредить Джарлакса, и они вместе с Креншинибоном бегут в пустыню. Киммуриэль и Рай’ги отправляют за ними в погоню отряды крысооборотней и гоблинов. Артемис убеждает Джарлакса, что кристалл опасен и его нужно уничтожить. Отбившись от погони, спутники направляются к жрецу Кеддерли, чтобы просить его о помощи.
Добравшись до Храма Парящего Духа, дроу и убийца уговаривают Кеддерли и его друзей помочь им избавиться от кристалла. Сделать это можно с помощью пламени красного дракона, которое может разрушить даже такой могущественный артефакт. Джарлакс, Артемис, Кеддерли, Даника, дварфы Айвен и Пайкел отправляются в логово дракона Гефестуса. Одновременно с ними в пещеру Гефестуса прибывают Киммуриэль, Рай'ги, Бергиньон Бэнр, иллитид Яраскрик и несколько членов Бреган Д'Эрт. В результате возникшей суматохи, разъяренный дракон испепеляет Креншинибон, жреца Рай’ги и Яраскрика. Артемис сражается с Бергиньоном и убивает его, спасая Данику.
Джарлакс добровольно передает власть над Бреган Д'Эрт Киммуриэлю, предупредив его, что это только на некоторое время. Сам наемник хочет путешествовать с Артемисом Энтрери и исследовать наземный мир.

## Заклятие Короля-Колдуна (Promise of the Witch King, 2005)
Артемис Энтрери и Джарлакс Бэнр работают на двух сестер-драконов — Ильнезару и Тазмикеллу. По их приказу наемники совершают рейд на башню лича и похищают книгу заклинаний, которая раньше принадлежала могущественному колдуну Женге. Кроме книги, Джарлакс находит магическую фигурку черепа, которая дает своему обладателю власть оживлять умерших людей, превращая их в нежить. Однако вместо того, чтобы отдать череп драконам, Джарлакс решает оставить его себе. Ильнезара и Тазмикелла сообщают наемникам, что в Ваасе — бедной и пустынной стране в Землях Стужи — обнаружилась ещё одна книга Женги. Драконы приказывают спутникам направиться в Ваасу и раздобыть для них эту книгу.
Девушка-полуорк по имени Аррайан Фэйлин получает от своего дяди-торговца артефактами волшебную книгу и решает её изучить. Однако едва раскрыв книгу, девушка понимает, что темная магия, заключенная в ней слишком сильна. Книга Женги устанавливает с Аррайан энергетическую связь и начинает постепенно вытягивать из девушки жизненные силы, используя их для возведения какой-то магической конструкции. Со временем строение начало разрастаться, впитывая в себя жизненную силу растений и животных, находящихся поблизости, и приобретать очертания замка. Сама книга оказывается в центре этого темного замка.
Прибыв в Ваасу, Джарлакс и Артемис знакомятся с отрядом наемников под предводительством капитана Эллери. Встревоженная возникновением из ниоткуда замка, Эллери формирует отряд, который должен проникнуть в замок и найти способ его уничтожить. В отряд записываются охотники за головами Кайлия и Парисса, следопыт Мариабронн, маг Кантан, дварф Атрогейт и ещё несколько человек. Артемис и Джарлакс, само собой, тоже присоединяются к отряду. Капитан Эллери решает взять с собой Аррайан, её дядю и друга — тоже полуорков, чтобы они помогли понять природу магии Женги.
По дороге к замку на приключенцев нападает стая ядовитых летающих змей, и отряд теряет несколько человек, в том числе и Париссу. Получив укус, женщина падает под колеса телеги, а Артемис, ехавший рядом, не успевает её подхватить. Кайлия, подруга Париссы, считает Энтрери виновным в её гибели. Кайлия решает остаться в городе Палишуке с одним из раненых солдат, а не ехать в замок. Добравшись до замка, оставшиеся члены отряда обнаруживают, что он кишит нежитью, горгульями и прочими монстрами. Сражаясь с ними, отряд несет потери; в одном из залов гибнет легендарный следопыт Мариабронн.
Артемис и Джарлакс понимают, что их спутники преследуют какие-то собственные цели. Маг Кантан и его помощник Атрогейт решают убить Аррайан, полагая, что это лишит замок силы. Артемис, который последние месяцы находился под влиянием флейты Идалии — артефакта, способного пробуждать в людях чувства — начинает видеть в Аррайан свою любимую Двавел, хочет защитить её. Джарлакс обнаруживает, что капитан Эллери, Кантан и Атрогейт работают на преступную гильдию Цитадель Убийц. Артемис убивает Эллери и Кантана, а Атрогейт переходит на сторону дроу и убийцы. Из отряда в живых остаются только они трое и трое полуорков. Джарлакс решает спуститься в подземелье замка, чтобы найти лича, который им управляет и уничтожить заклятие Женги.
На нижних уровнях замка спутники обнаруживают могущественного драколича — дракона, ставшего нежитью. С помощью артефакта, полученного в подарок от Ильнезары и Тазмикеллы, Артемис Энтрери уничтожает лича. Все монстры замка умирают вместе с драколичем, а к Аррайан возвращаются жизненные силы. В качестве трофея Джарлакс забирает фигурку драконьего черепа, которая дает власть над мертвыми драконами.
Кайлия смиряется со смертью подруги и прощает Артемиса, между ней и убийцей начинаются романтические отношения. Джарлакс преобрел могущественного врага в лице мага Нелликта и его гильдии Цитадель Убийц, но все равно строит планы по захвату Ваасы.

## Дорога Патриарха (Road of the Patriarch, 2006)
Джарлакс превращает очищенный от монстров замок Женги в свою резиденцию. Его честолюбивым планам по обретению влияния в Ваасе мешает преступная гильдия Цитадель Убийц и его лидер — маг Нелликт. Для борьбы с ним Джарлакс обращается к Киммуриэлю и тот предоставляет в его распоряжение силы и ресурсы Бреган Д’Эрт.
Артемис Энтрери проводит много времени с Кайлией, ему кажется, что они оба нашли настоящую любовь. Характер Артемиса продолжает меняться в лучшую сторону под влиянием флейты Идалии, однако его постоянно мучают неприятные сны и воспоминания из его детства. Ко всем затеям Джарлакса убийца относится с неодобрением и скептицизмом.
Джарлакс решается на дерзкую авантюру — он провозглашает замок Женги столицей нового королевства Д’Эрт, а Артемиса — его королём. Земли вокруг замка формально не принадлежат никому, фактически же их считает своей собственностью король Гарет Драконоборец. В замке собирается значительный отряд дроу из банды Бреган Д’Эрт и огромное количество гоблинов-рабов. Джарлакс рассчитывал, что в неблагоприятное время года Гарет не выступит с армией, чтобы оспорить его право на замок и земли. Однако он ошибся — Гарет собирает достаточную армию и осаждает замок.
Оценив силы противника, Джарлакс решает, что дальнейшие попытки защитить замок бесполезны. Он приказывает всем дроу возвращаться в Подземье через магический портал. Артемис категорически отказывается последовать за ними, вспоминая ужасные месяцы, проведенные в Мензоберранзане ранее. Джарлакс и дроу покидают замок, оставив Артемиса одного. Люди Гарета занимают замок и арестовывают Артемиса и Атрогейта.
Джарлакс и Киммуриэль организуют нападение на штаб Цитадели Убийц. В считанные минуты захватив резиденцию Нелликта, Джарлакс принуждает мага к сотрудничеству. Дроу при помощи магии придают отрезанной голове одного из убитых солдат гильдии сходство с Нелликтом, и Джарлакс с этим поддельным трофеем отправляется к Гарету. Наемник предлагает королю информацию о Цитадели Убийц и голову её лидера взамен на свободу Энтрери и Атрогейта. Король Гарет понимает, что официально ему не в чём обвинить Артемиса, так как присвоенные им земли не принадлежали Гарету, поэтому он соглашается отпустить пленников.
Артемис пытается найти душевный покой в объятиях Кайлии, однако жестоко обманывается. Кайлия не простила его за смерть Париссы и во время одной из их встреч она пытается заколоть Артемиса кинжалом. Спасает убийцу Киммуриэль Облодра. По приказу Джарлакса, который следил за Артемисом и его любовницей, псионик создает вокруг Энтрери магическую защиту и удары Кайлии не могут нанести ему вреда. Артемис в ярости толкает Кайлию в окно и она падает с высоты десяти футов. О её дальнейшей судьбе известно только то, что дроу не дали ей умереть и перенесли в Подземье для каких-то своих целей.
Разочаровавшись в своей любви, Артемис Энтрери решает покинуть Ваасу. Джарлакс прощается с Киммуриэлем, вновь оставляя Бреган Д’Эрт в его полном распоряжении, и отправляется в путешествие с Энтрери. Все их дела в Ваасе окончены. Артемис, пребывающий в депрессии и смятении, отправляется в свой родной город Мемнон, чтобы встретиться лицом к лицу со своими воспоминаниями. Джарлакс и Атрогейт присоединяются к нему.
Добравшись до Мемнона, спутники обнаруживают город в плачевном состоянии. Почти все его население — вечно голодные бедняки, за счет которых наживаются жрецы богини Селуны. Жрецы пользуются в городе почти неограниченной властью, обирают население, обещая несчастным людям индульгенции и покровительство богини. Артемис находит дом, в котором он жил с матерью, отцом и дядей до того, как был продан в Калимпорт. Он убивает своего предполагаемого дядю, со стороны которого много лет назад подвергся сексуальному насилию. Спустя какое время в доме появляется отец Артемиса, и в результате неприятного и грубого разговора убийца узнает, что его настоящий отец — один из жрецов Селуны и что его мать умерла через несколько дней после того, как продала его в Калимпорт. Артемис начинает понимать, что причина её поступка не корысть, а попытка его спасти от той жизни, что была уготована ему в Мемноне.
Злость Артемиса обращается на жрецов Селуны, один из которых был его настоящим отцом (в одном из внесюжетных эпизодов, относящихся к прошлому, читателю сообщается, что отец Артемиса — патриарх Айночек, главный жрец города). Артемис проникает в храм Селуны и убивает нескольких главных жрецов, в том числе и первосвященника Айночека. Джарлакс и Атрогейт помогают Энтрери выбраться из храма невредимым.
Артемис Энтрери, разобравшись в своем прошлом, отказывается от общества Джарлакса и Атрогейта. Он разбивает флейту Идалии, которая так изменила его личность, и один отправляется в Калимпорт, к Двавел. Джарлакс решает оставить Артемиса в покое и довольствоваться кандидатурой Атрогейта в качестве своего нового постоянного спутника.